# AskMen.com
AskMen.com es un portal de Internet gratuito para hombres, con versiones en Australia, Estados Unidos, Canadá y Reino Unido.

## Historia
AskMen.com fue fundado en agosto de 1999 por Ricardo Poupada, Christopher Bellerose Rovny y Luís Rodrigues, todos graduados en la Escuela de Negocios John Molson de la Universidad Concordia, en Montreal, Canadá.
La compañía obtuvo 500.000 dólares del capital riesgo en el año 2000, mientras que su principal competencia, TheMan.com, consiguió 17 millones gracias a Highland Capital. En noviembre de ese año, TheMan cesó sus operaciones, dándole la oportunidad a AskMen de convertirse en el sitio web masculino más grande de la red, objetivo que fue alcanzado en el 2001.
Gracias a las sociedades forjadas con AOL y MSN, AskMen se convirtió en el líder de los sitios web masculinos (aunque aún está detrás de ESPN.com y otras páginas en términos de «alcance total» del segmento masculino en la web).
De acuerdo Media Metrix's @Plan, AskMen tiene una de las mayores concentraciones de varones en Internet.
En febrero de 2007, el portal aseguró tener 7,2 millones de visitas únicas, según comScore Media Metrix. En el ranking de Alexa Internet, AskMen se encuentra en el puesto 801.